# فرودگاه آبی کنیسیس
فرودگاه آبی کنیسیس (به انگلیسی: Kennisis Lake Water Aerodrome) یک فرودگاه خصوصی است که یک باند فرود آب دارد. این فرودگاه در کشور کانادا قرار دارد و در ارتفاع ۳۶۹ متری از سطح دریا واقع شده است.